# Morasseix
Pour plus de détails, voir Fiche technique et Distribution.
Morasseix est le premier film réalisé par Damien Odoul en 1992. Diffusé sur Arte en 1993, le film sortira en salles douze ans plus tard à l'automne 2004. Il a été présenté au Festival de Venise (section Venice Days) en 2004.

## Distribution
- Damien Odoul : César
- Pascal Pagnat : Douze
- Dora Doll : la mère
- Valérie Allain : l'institutrice
- Audrey Bellessort : Lili
- Alain Marpinard : Moustic
- Jean Fuentès : Juan
- Anita Francillon : La Douce
- Marc-Henri Lamande : Dédé
- Jacques Barville : Le Vicomte
- Rafael García Sanoja : Géronimo
- Manfred Andrae : Rainer von Stroh
- Jean-Claude Lecante : Le roumain
- Gérard Lasvaud : Gégé